# Ганіс (каньйон)

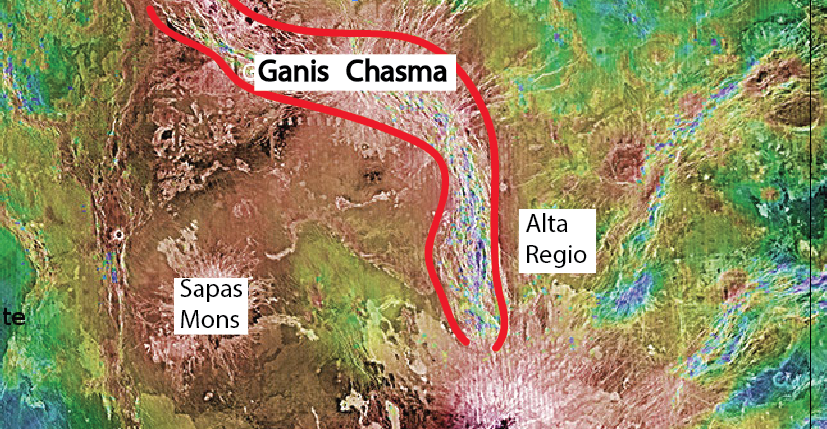
Зображення рифтової зони каньйону Ганіс. Зображення отримане космічним апаратом Магеллан (НАСА). Назви об'єктів вказані Г. Діндерманом (2015).

Каньйон Ганіс (лат. Ganis Chasma) — група рифтових зон на поверхні Венери. Яскраві плями виявлені апаратом Венера-експрес Європейського Космічного Агентства у цій місцевості дозволяють припустити існування активного вулканізму на Венері.

## Опис

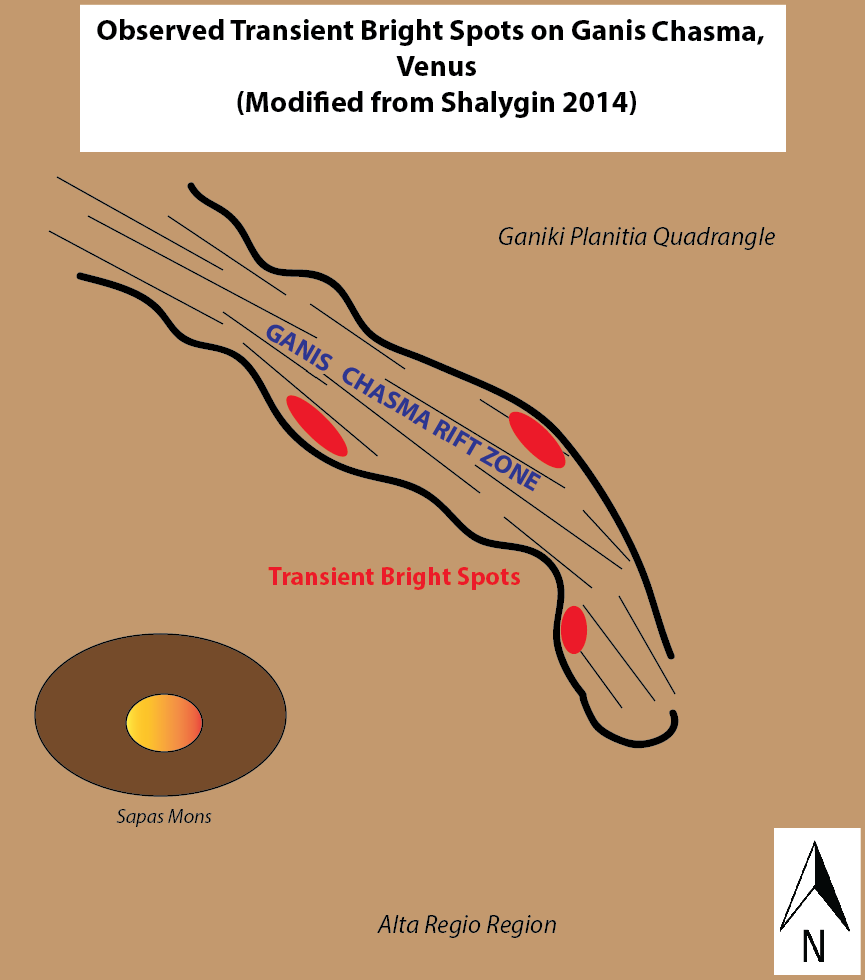
Розміщення виявлених яскравих плям вздовж каньйону Ганіс, які, можливо, є доказом сучасної вулканічної активності на Венері (Є. Шалигін, 2014).

Каньйон Ганіс складається з групи рифтових зон у квадранглі рівнини Ганікі (лат. Ganiki Planitia). Ці каньйони сформувалися в результаті екстензивних тектонічних процесів пов'язаних з вулканізмом. Каньйон Ганіс асоціюють з вулканізмом гори Сапас (лат. Sapas Mons), вінцеподібної структури розміщеної в області Альта (лат. Alta Regio). Рифт каньйону Ганіс формує арку в напрямі "Північ-Південь" по краю гори Сапас.
Каньйон Ганіс молодший від інших каньйонів на Венері, доказом цього є відсутність гряд (dorsum).

## Сучасна вулканічна активність
Досі мало що відомо про сучасну вулканічну активність Венери. В 2008 та 2009 зображення отримані апаратом Венера-експрес Європейського Космічного Агентства з восьми сесій спостереження виявили чотири яскраві непостійні плями вздовж каньйону Ганіс. В 2014 вони були інтерпретовані як активні гарячі точки; якщо це припушення буде підтверджене, це буде першим доказом сучасної вулканічної активності Венери.

## Квадрангл рівнини Ганікі

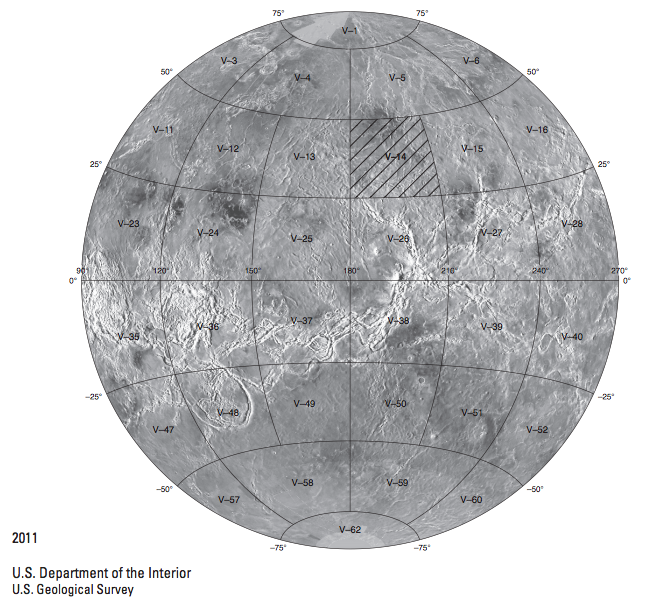
Розміщення квадранглу рівнини Ганікі

Квадрангл рівнини Ганікі, де розміщений каньйон Ганіс, локалізований між двома вулканічними регіонами. На північ від нього розміщена низинна рівнина Атланта (лат. Atlanta Planitia), що сформувалася в результаті підняття та опускання магми. На південь розміщена область Альта, регіон сформований в результаті підняття магми. Рівнина Ганікі зазнала сильного впливу від рухів магми у цих сусідніх регіонах. Регіон містить багато вулканічних, тектонічних та імпактних утворів. Каньйон Ганіс є рифтовим утвором, серед інших об'єктів є грабени, жолоби та лініаменти.  Вважається, що ланцюг вулканічних провалів розміщених на рівнині  мав вплив на формування і деформацію рельєфу, каньйону Ганіс зокрема.